# 판다창 랍가
판다창 랍가(티베트어: སྤོམ་མདའ་ཚང་རབ་དགའ་ spom mda' tshang rab dga, 한국 한자: 邦達昌·饒嘎 방달창 요알: 1902년 - 1974년)는 20세기 티베트의 혁명가다. 캄 출신이다.
반봉건 근대화론자로서 달라이 라마의 봉건정부(간덴 포드랑)를 타도하고 영국 제국주의를 몰아내고자 했다. 그는 중국국민당의 티베트 지부인 티베트 혁명당을 창당하고 장개석을 지지했다.
중국이 공산화된 뒤 대만으로 달아난 중국국민당과 연락하며 1959년 티베트 반란에 참여했으나 진압당했다.